# Barbara de Alencar
Barbara de Alencar (« Barbara de Alencar »)
Pour les articles homonymes, voir Alencar.
Bárbara Pereira de Alencar (11 février 1760 - 18 août 1832) est une révolutionnaire brésilienne de la première heure des révoltes contre le Portugal, dont le Brésil était encore une colonie.

## Biographie
Figure majeure de la révolte de Pernambouc, on lui attribue la présidence de l’éphémère République du Crato, une tentative précoce d’indépendance vis-à-vis de la couronne portugaise. En 8 jours, les révolutionnaires ont été vaincus et leurs leaders capturés. Emprisonnée d’abord à la forteresse Fortaleza de Nossa Senhora da Assunçao, elle a été torturée par ses geôliers, et fut la  première prisonnière politique de l'histoire du Brésil.
Elle est décrite comme quelqu'un dont le tempérament "sanguin et nerveux", associé à la haine du colonisateur, l'emmène à prendre la tête de ces premiers mouvements révolutionaires.
Barbara de Alencar vient d’une famille de planteurs d’origine portugaise,et épouse le commerçant José Gonçalves Dos Santos, qu’elle choisit comme mari contre la volonté de ses parents. Sa mère, Theodora Rodrigues da Conceição, est d‘origine indigène.
En plus d'être elle-même révolutionnaire, Bárbara de Alencar est la mère des révolutionnaires José Martiniano Pereira de Alencar et Tristão Gonçalves.
Elle est la grand-mère de l'écrivain José de Alencar et une ancêtre de l'auteur Paulo Coelho .

## Hommages
Le centre administratif du gouvernement de l'Etat du Ceara porte le nom de Centro Administrativo Bárbara de Alencar.
Le nom de Barbara de Alencar est inscrit dans le Livre des Héros Nationaux dans le Panthéon National Tancredo Neves.
Instituto Barbara de Alencar à Fortaleza, créé les 08-10/07/2011 pendant le congrès de la FETAMCE (Fédération des Travailleurs du Service Public Municipal de l'Etat du Ceara), en hommage à la première femme prisonnière politique du Brésil.